# Novara Hockey Club 1933
Questa voce raccoglie le informazioni riguardanti il Novara Hockey Club nelle competizioni ufficiali della stagione 1933.

## Maglia
| 1ª divisa |

## Organico

### Giocatori
| N° | Naz.              | Ruolo | Sportivo             |  |  |  |
| -- | ----------------- | ----- | -------------------- |  |  |  |
|    | Italia (bandiera) | E     | Francesco Cestagalli |  |  |  |
|    | Italia (bandiera) | E     | Carlo Ciocala        |  |  |  |
|    | Italia (bandiera) | P     | Alceo Concia         |  |  |  |
|    | Italia (bandiera) | E     | Piero Drisaldi       |  |  |  |
|    | Italia (bandiera) | E     | Luigi Gallina        |  |  |  |
|    | Italia (bandiera) | P     | Angelo Grassi        |  |  |  |
|    | Italia (bandiera) | E     | Fiorenzo Zavattaro   |  |  |  |

### Staff tecnico
- Allenatore:  Vittorio Masera

## Risultati

### Divisione Nazionale
- Prima fase

| 1933 | Novara | 6 – 1 | Urbe Roma |  |

| 1933 | Novara | 17 – 0 | Monza |  |

| 1933 | Novara | 6 – 0 | Natalino Magnani |  |

- Seconda fase

| 1933 | Novara | 9 – 0 | Lazio |  |

| 1933 | Novara | 5 – 0 | Mens Sana Siena |  |

- Finale scudetto

| Roma 30 ottobre 1933 | Milan | 3 – 4 | Novara | Arena Esedra |